# 珊妮·里昂
珊妮·里昂（英語：Sunny Leone，原名Karenjit Kaur Vohra，1981年5月13日—），為印度裔加拿大人，是一位著名的美國、加拿大和印度三重國籍的前色情演員、寶萊塢演員及成人模特兒。她也有使用藝名 Karen Malhotra。2003年她曾登上《閣樓雜誌》的封面，並在當年被評為該雜誌的『年度閣樓寵物』，也是生動娛樂的簽約表演者，更被美信命為2010年12大成人影星。
自2011年起，珊妮已經嫁給了色情演員同事丹尼爾·韋伯。

## 早年生活
珊妮的父親生于西藏並成長于新德里，而母親（2008年過世）生長于斯爾毛縣一個叫納漢的小鎮。1979年珊妮的父母移民加拿大安大略省，她出生于薩尼亞市。1996年她舉家遷居美國加州，在她讀中學其間開始作為雜誌模特兒。

## 演藝生涯
1999年珊妮開始成為專職裸體模特兒。後來在很多的雜誌及網址都有刊登她的相片。2001年登上《閣樓雜誌》雜誌和《Hustler》雜誌的封面，2003年獲評為《閣樓雜誌》的『年度閣樓寵物』，並開始拍成人影片。隔年起她拍過一些成人電視劇。
2004年珊妮與生動娛樂簽訂和約，接拍女同性戀成人影片，藝名為Sunny。同年她與另外幾名成人女星參加了「No More Bush Girls」活動，並剃掉全部陰毛以表達對布希政治的抗議。2006年她的互動式作品《Virtual Vivid Girl Sunny Leone》，是第一個在生動娛樂拍攝這種影片類型的人，並為成人行業開啟了先例。影片只花了4天拍攝，也為她贏得了第一個成人影帶新聞獎（最佳互動式DVD）。
2006年10月，電影《珊妮與雪兒（Sunny and Cher）》上映，獲得極大成功，次年的作品《女園丁（The Female Gardener）》依然風頭不減。最新影片標題為：《珊妮在巴西（It's Sunny in Brazil）》。2007年5月珊妮宣佈今後幾年將增加作品推出，並將與男星同台演出，第一部作品將于2008年初推出，片名為：《珊妮愛馬特（Sunny Loves Matt）》。

## 私人生活

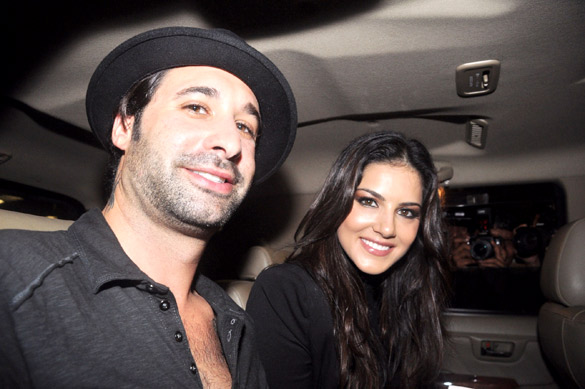
珊妮·里昂與她的丈夫丹尼爾·韋伯在印度宣傳 《最毒美人心2》

2006年6月，里昂成為美國公民，但她表示打算保留與加拿大的雙重國籍。2012年4月14日，里昂宣布，她現在是印度的居民並在接受《新印度快報》採訪時解釋，她是印度的海外公民，她有資格獲得海外國籍，因為她的父母居住在印度。 這是她在拍攝《最毒美人心2》之前申請的。
里昂雖然是雙性戀者，但是她表示自己比較喜歡男人。里昂與花花公子企業的副總裁馬特·艾力克森訂婚，但他們在2008年分手。之後她曾與喜劇演員羅素·彼得斯有過短暫的交往。2011年初，她在接受採訪時提到她已經嫁給了丹尼爾·韋伯。同年晚些時候在她住在《名人老大哥》房子的期間，里昂表示她已經結婚了；並說她「故意遲到」他們的第一次約會，因為她對韋伯的印象並不深刻。但是在他送了24朵玫瑰花到她的飯店房間之後就改變了她的心意。

## 獎項
| 年份 | 獎項           | 項目                               | 作品                                                         |
| ---- | -------------- | ---------------------------------- | ------------------------------------------------------------ |
| 2008 | 成人產業獎     | 年度網站寶貝                       |                                                              |
| 2010 | 成人影帶新聞獎 | 最佳全女性性愛場景                 | Deviance (與伊娃·安吉麗娜，媞格·普萊斯利和亞歷西斯·德克薩斯) |
| 2010 | 成人影帶新聞獎 | 年度網站之星                       |                                                              |
| 2010 | F.A.M.E大獎    | 最受歡迎的胸部                     |                                                              |
| 2012 | 成人產業獎     | 年度明星色情網站                   | sunnyleone.com （页面存档备份，存于）                        |
| 2013 | 成人影帶新聞獎 | 年度最佳跨界明星(與James Deen平手) |                                                              |

## 圖集

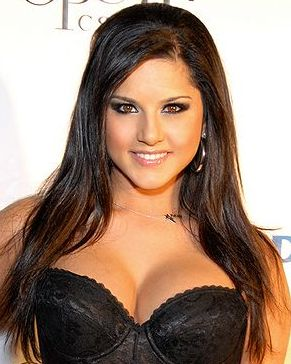
里昂於2009年在加利福尼亞州的好萊塢歌劇院
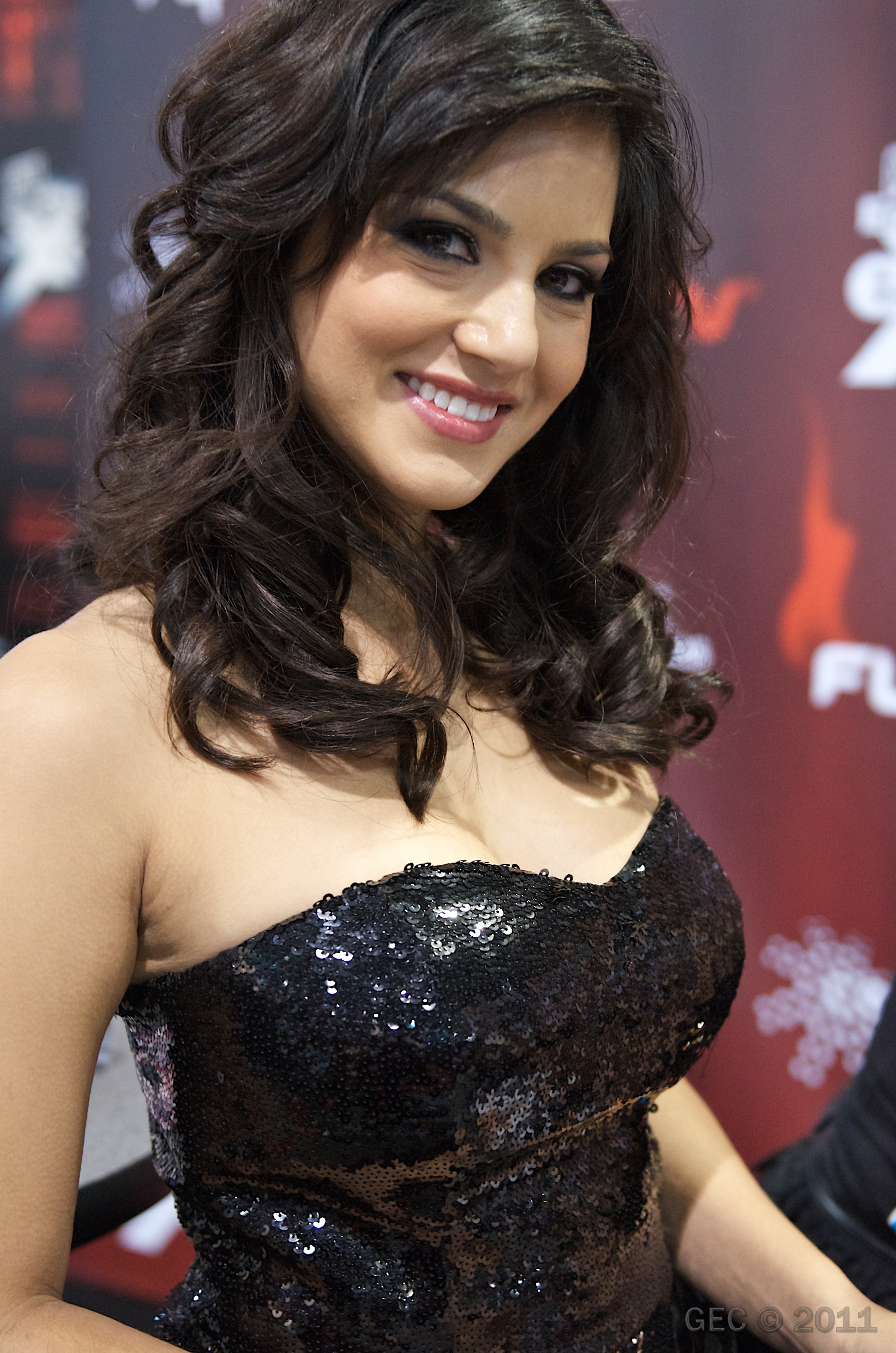
里昂於2011年1月7日在拉斯維加斯的AVN成人娛樂博覽會
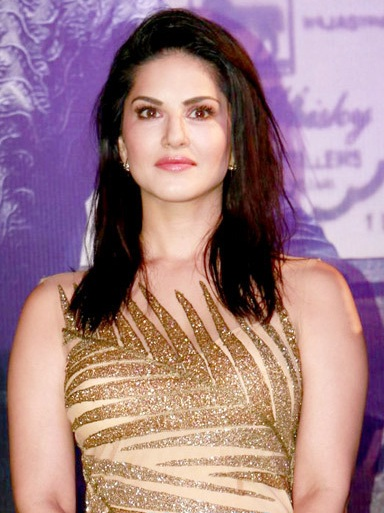
里昂於2017年1月30日在孟買

## 外部連結
- 官方网站
- 珊妮·里昂的X（前Twitter）
- 珊妮·里昂的Facebook專頁
- 珊妮·里昂的Instagram帳戶
- YouTube上的珊妮·里昂
- 珊妮·里昂在互联网电影资料库（IMDb）上的資料（英文）
- 珊妮·里昂在網際網路成人電影資料庫
- 成人電影資料庫上珊妮·里昂的资料（英文）
- 2005年秋天《Sapna Magazine》雜誌的專訪 （页面存档备份，存于）